# Castello Colonna-Del Drago

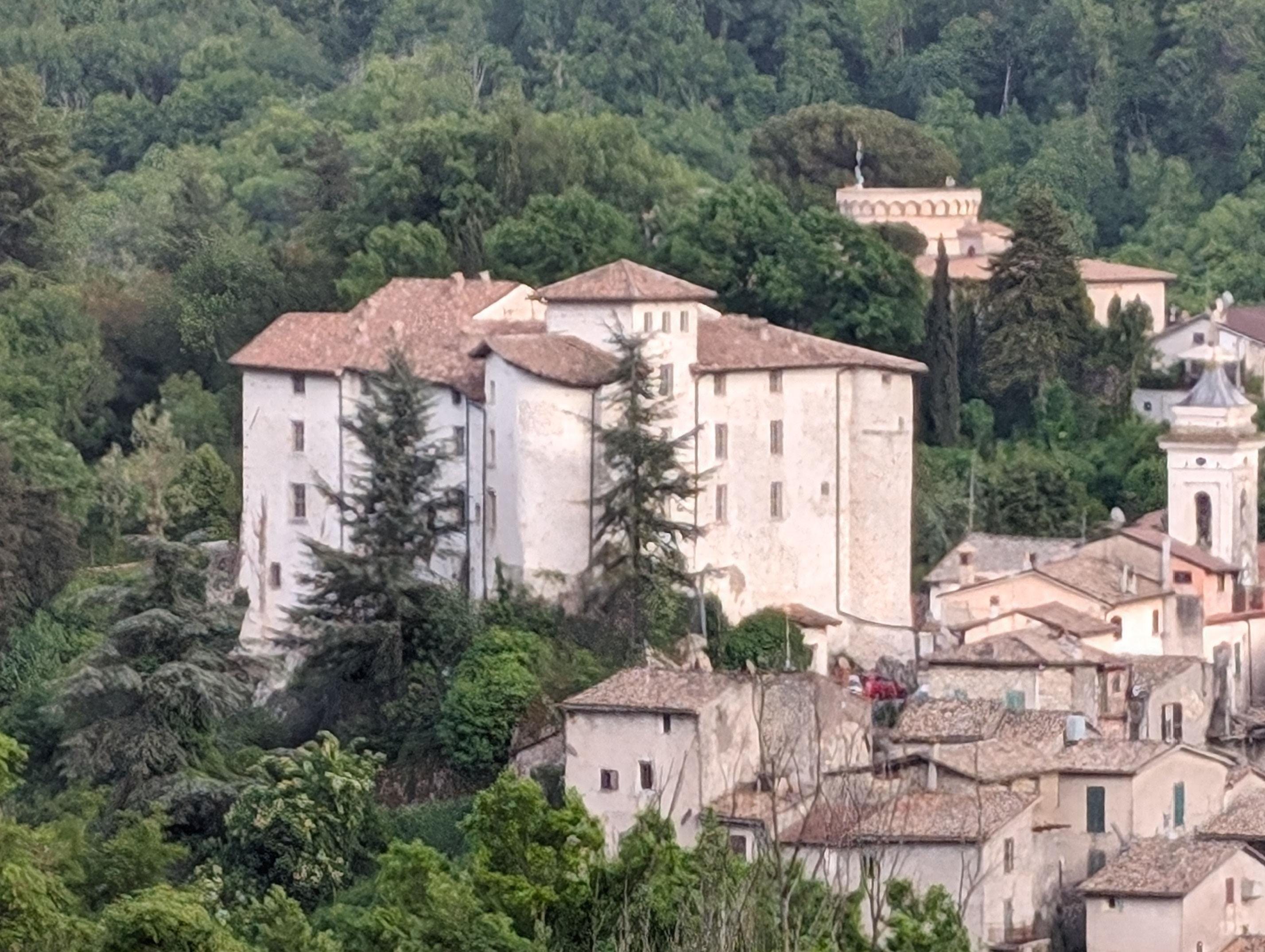
Il castello nel 2024

Il Castello Colonna-Del Drago è un castello situato a Riofreddo.
Eretto nel XI secolo dai Colonna che furono i primi feudatari, il castello venne edificato sulle fondamenta di un avamposto romano a guardia della antica Via Valeria. Il personaggio più importante di questa famiglia fu Landolfo Colonna (soldato di Riofreddo) vissuto nel XII secolo. I Colonna governarono fino al XVI secolo. Successivamente il feudo ed il castello passarono alla nobile famiglia dei Del Drago, che ne assunsero il marchesato nel XVI secolo. Nel 1859, la famiglia Pelagallo imparentatasi con i Del Drago ereditò il castello. Nei primi anni del XXI secolo il castello torna proprietà della famiglia Del Drago. Il castello dal 2022 è interessato da lavori di restauro.